# Ноктундо
Ноктундо (кор. 녹둔도?, 鹿屯島?, «остров Ноктун», «Олений остров») — остров в русле реки Туманной (Туманган) на границе КНДР и Приморского края России. Площадь — 32 км².

## История
Ноктундо принадлежал корейской династии Чосон с XV века. Предположительно, к периоду корейского правления относятся остатки земляного вала, обнаруженного южнокорейским профессором Ли Ги Соком (이기석) в 2004 году. В 1587 году на его территории произошла битва между отрядами чжурчжэньских кочевников и местным гарнизоном под командованием Ли Сунсина, национального героя Кореи.
Во время обмеления восточного рукава Туманной русло реки время от времени менялось, в результате чего иногда Ноктундо соединялся с сушей левобережья. Несмотря на это, территория острова продолжала находиться под корейской юрисдикцией.
B 1860 году, без согласия корейской стороны, Ноктундо отошёл к Российской империи в соответствии с Пекинским договором между Цинским Китаем и Россией. Однако установка русской пограничной комиссией последнего пограничного столба с литерой «У» на берегу моря происходило без китайских пограничных чиновников, которые прямо указали на суверенность территории Кореи. О существовании Пекинского трактата в Корее не было известно вплоть до 1884 года. В 1882 году на Ноктундо проживало «113 корейских семей общей численностью 822 чел.».
С 1926 года территория острова находится в составе Хасанского района Приморского края.
В 1990 году СССР и КНДР подписали договор об установлении линии государственной границы по фарватеру Туманной, благодаря чему территория бывшего острова была признана советской. Эту сделку не признала Южная Корея, которая продолжает считать Ноктундо своей территорией.